# 數橋
數橋（日语：橋をかけろ／はしをかけろ、英文：Hashiwokakero，簡稱為Hashi、Bridges或Chopsticks）是一種數學邏輯遊戲，由日本公司Nikoli出版。

## 規則
數橋的題目通常設在不定大小的矩形內，矩形中會有部分格子設有數個帶數字的圓圈，稱為「島嶼」。遊戲目標是要用「橋梁」連接島嶼，而橋樑必須有幾個限制：
- 橋梁的兩端必須是不同的島嶼，且島嶼間必須以直線連接。
- 橋梁的中間不可以再跨過第三個島嶼，否則橋梁數必須分開計算。
- 橋梁不可以與另一個橋樑交會。
- 兩座不同的島嶼間最多只可以有兩座橋梁連接。
- 一座島嶼連接的橋樑數必須與該島嶼所帶有的數字相匹配。
- 所有島嶼必須透過橋梁形成一個群體，即不可以有孤立的島群。

## 解題方法

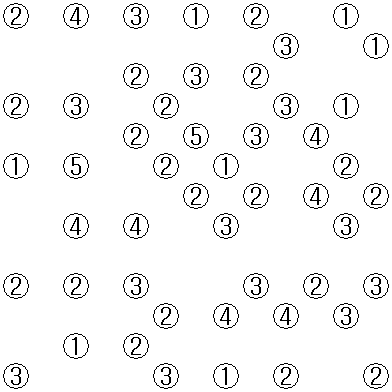
中等難度的數橋題目

數橋題目的解題過程通常是透過漸進式地把可能解一一消除之後，形成唯一解並反覆進行。
通常下列幾種情況可以湊成「唯一解」，是數橋題目最優先進行的步驟：
- 單行（一個方向）的1或2，這代表說該島嶼只能透過唯一的方向建造相等數量的橋樑與其他島嶼連接。
- 角落（兩個方向）的4，由於一個方向所能建造的最多橋樑數為2，兩個方向所能建造的最多橋樑數即為4，也因此有唯一解。
- 邊上（三個方向）的6，與角落的4同理。
- 中央（四個方向）的8。

下列幾種情況可以湊成「可能解」，透過先連接部分橋樑可以消除其他島嶼的變化，為題目第二優先進行的步驟。
- 角落的3，這種情況下每一個方向都至少有一道橋梁，因此可以先連結兩座橋梁。
- 邊上的5，與角落的3同理。
- 中央的7。

此外，還有部分特殊情況可以湊成可能解，也可以連接部分橋樑，如：
- 角落的1，若角落的1有其中一個方向也是對到數字1的話，由於角落的1與另一個1連接會形成「孤立島群」，所以此時角落的1只能往另一個方向連接橋梁。
- 角落的2，與角落的1同理，若有其中一個方向對到數字1或2的話，則另一個方向一定有橋梁連接。
- 邊上的4，若其中一個方向對到數字1，可以將其化簡看作「角落的3」，並捨掉對到數字1的方向。若有兩個方向都對到數字1，則形成唯一解。
- 中央的6，若其中一個方向對到數字1，則可化簡看作「邊上的5」。

若以上幾種方法都無法繼續推論解題過程，則可以使用矛盾法解設連接一個方向的橋樑，若是此解會形成「孤立島群」或「橋樑數不符合」，則可以捨掉此種變化。

## 歷史
數橋首次出現在Nikoli所發行的智力遊戲雜誌中的第31期（1990年秋刊），由數牆的原作者設計。在更早的第28期（1989年冬刊）中更有出現數橋謎題的早期版本。

## 外部連結
- Nikoli有關數橋的官方網站（英文） （页面存档备份，存于）